# Deutscher Archäologen-Verband
Der Deutsche Archäologen-Verband (DArV) ist der Berufsverband der deutschen Archäologen und vertritt vor allem die beruflichen und sozialen Interessen seiner Mitglieder aus allen archäologischen Disziplinen. Er wurde am 1. Februar 1970 in Bonn als Berufsverband gegründet und am 30. April ins Vereinsregister eingetragen.
In seinen Gremien sollen möglichst viele archäologischen Disziplinen vertreten sein. Die erste ordentliche Mitgliederversammlung des Verbandes fand am 2./3. Januar 1971 in Frankfurt am Main statt. Sie stand unter dem Thema „Sinn und Ziele der archäologischen Wissenschaften in der Gegenwart“.
Der Verband hat 2023 über 1.100 Mitglieder aus allen archäologischen Disziplinen.

## Vorsitzende
- 1970–1972: Bernard Andreae
- 1972–1974: Werner Fuchs
- 1974–1978: Hans Georg Niemeyer
- 1978–1984: Ernst Künzl
- 1984–1986: Wolfgang Schiering
- 1986–1988: Volker Michael Strocka
- 1988–1990: Werner Gauer
- 1990–1992: Günter Grimm
- 1992–1994: Ruth Mayer-Opificius
- 1994–1996: Ulrich Sinn
- 1996–1998: Hans G. Frenz
- 1998–2002: Reinhard Stupperich
- 2002–2004: Thomas Schäfer
- 2004–2008: Friederike Fless
- 2008–2012: Martin Bentz
- 2012–2016: Martina Seifert
- 2016–2021: Patrick Schollmeyer
- 2021–2025: Katja Lembke
- seit 2025: Stefan Feuser

## Jahrestagungen
- 2025: Würzburg – Cultural Heritage – Eigentumsfragen – Best practice: Denkanstöße zum Handel mit Antiken
- 2024: Bochum – Archäologische Feldforschungen
- 2023: Leipzig – Wissenschaftskommunikation in der Archäologie
- 2022: Frankfurt am Main – Archäologie im postkolonialen Zeitalter
- 2021: Frankfurt am Main – Sinn und Ziele der archäologischen Wissenschaften – Perspektiven nach 50 Jahren DArV (die Tagung fand digital statt)
- 2020: Frankfurt am Main (keine Jahrestagung wegen der Corona-Pandemie)
- 2019: Göttingen – Archäologie in einer diversen Welt. Herausforderungen, Chancen und Perspektiven
- 2018: Kassel – Archäologie im Zeitalter der digitalen Wende
- 2017: München – Arbeitsfelder für Archäolog*innen außerhalb des Wissenschaftsbetriebs
- 2016: Jena – Archäologischer Nachwuchs
- 2015: Innsbruck – Wissenschaftspolitik
- 2014: Münster – Archäologie und Politik
- 2013: Hamburg – Archäologisches Publizieren
- 2012: Karlsruhe – Archäologische Objekte. Perspektiven für Forschung, Präsentation und Vermittlung
- 2011: Mainz – Zukunftsfähige Lehre und zeitgemäße Ausstattung archäologischer Institute
- 2010: Tübingen – Aktuelle Tendenzen der archäologischen Forschung und 40 Jahre Deutscher Archäologen-Verband
- 2009: Bonn – Situation und Chancen des wissenschaftlichen Nachwuchses in der Archäologie
- 2008: Mannheim – Archäologie in Zeiten modularisierter Studiengänge – Bachelor / Master und danach? Visionen, Umsetzungen, Perspektiven
- 2007: Heidelberg – Urheberrecht und Neue Publikationsformen
- 2006: Mainz – Forschungsförderung in den Archäologien: Strukturen – Perspektiven – Probleme
- 2005: Berlin FU – Fachidentität versus Interdisziplinarität – Versuch einer Standortbestimmung der Archäologien
- 2004: Freiburg im Breisgau – Methodische Perspektiven
- 2003: Köln – Archäologie und Medien
- 2002: Greifswald – Kleine Fächer – große Zukunft ?!
- 2001: Würzburg – Archäologische Feldforschung – Status quo und Perspektiven
- 2000: Halle/Saale	– Archäologie und Öffentlichkeit
- 1999: Hamburg – Das Museum von morgen. Zwischen Vermittlung von Kunst und Kultur, Dienst an der Wissenschaft und Inszenierung der Freizeit
- 1998: Mannheim – Interdisziplinarität in der Forschung
- 1997: Stendal – Berufsziel Forschung!
- 1996: Marburg – Der Studiengang Museologie
- 1995: Leipzig – Grundzüge einer gleichwertigen archäologischen Ausbildung an den deutschen Universitäten und Museen
- 1994: Augsburg – Archäologie und Hochschulreform
- 1993: Münster – Kunsthandel und Archäologie
- 1992: Rostock – Das Berufsbild der Archäologie im Vereinten Europa
- 1991: Trier – Zur Lage der Klassischen Archäologie in den neuen Bundesländern
- 1990: Frankfurt am Main – Ausstellungen
- 1989: Bonn – Wie gut ist die archäologische Lehre?
- 1988: Gießen – Plus und Minus der deutschen Klassischen Archäologie. Versuch einer Durchleuchtung
- 1987: Augsburg
- 1986: Mannheim – Drittmittelförderung contra Grundausstattung?
- 1985: Mainz – Personalstrukturen im Berufsfeld Archäologie
- 1983: Regensburg – Bücher und ihre Preise – Ende der Diskussion?
- 1982: Freiburg – Berufsbild: Archäologie
- 1981: Mainz
- 1980: Heidelberg – Die Vielfalt der archäologischen Forschung. Spezielle Arbeitsgebiete innerhalb der Archäologie
- 1979: Berlin
- 1978: München
- 1977: Kassel – Die Archäologie und die Forschungsgemeinschaft
- 1975: Kiel – Berufsalltag und Arbeitsplatz: Umfrage zur beruflichen Situation jüngerer Archäologinnen und Archäologen; Künftige Berufsaussichten in der Klassischen Archäologie
- 1974: Münster – Lage und Zukunft der sog. kleinen Fächer in der Hochschulpolitik der Bundesrepublik
- 1973: Göttingen – Referate der Arbeitsgruppen (AG Forschungsfragen; AG Schulbücher und Öffentlichkeitsarbeit; AG Studienplanung)
- 1972: Augsburg – Archäologie und Öffentlichkeit
- 1971: Bauforschung und Archäologie – Berufspolitik
- 1970: Frankfurt am Main – Sinn und Ziele der archäologischen Wissenschaften